# محیط زیست‌فیزیکی
یک محیط زیست‌فیزیکی یا محیط بیوفیزیکی یک محیط زیست زنده و غیر زنده پیرامون یک ارگانیسم یا جمعیت است و برآیند آن دربرگیرنده عواملی است که در بقا، رشد و تکامل آنها کاربرد دارد. اندازه محیط بیوفیزیکی می‌تواند از مقیاس میکروسکوپی گرفته تا مقیاس جهانی متفاوت باشد. همچنین می‌تواند با توجه به ویژگی‌هایش تقسیم شود. به عنوان مثال می‌توان آن را به محیط دریایی، جو و ناحیه بوم‌شناختی قسمت کرد. با توجه به اینکه هر ارگانیسم زنده محیط خاص خود را دارد، تعداد محیط‌های بیوفیزیکی بی‌شمار است.
اصطلاح محیط می‌تواند به یک محیط جهانی منفرد در رابطه با بشریت، یا یک محیط بیوفیزیکی محلی اشاره داشته باشد، به عنوان مثال آژانس محیط زیست انگلستان.

## تعامل زندگی و محیط
تمام جاندارانی که زنده مانده‌اند باید با شرایط محیط خود سازگار باشند. دما، نور، رطوبت، مواد مغذی خاک و … همه در گونه‌های موجود در یک محیط تأثیر می‌گذارند. هرچند حیات به نوبه خود، به اشکال مختلف، شرایط خود را اصلاح می‌کند. برخی از تغییرات طولانی مدت در طول تاریخ کره زمین از جمله ترکیب اکسیژن در جو قابل توجه بوده است. این فرایند شامل تجزیه دی‌اکسید کربن توسط میکروارگانیسم‌های بی هوازی است که در متابولیسم خود از کربن استفاده می‌کنند و اکسیژن را به جو منتقل می‌کنند. این امر منجر به وجود حیات گیاهی و جانوری مبتنی بر اکسیژن شد، این پدیده رویداد بزرگ اکسیژن رسانی نام دارد.